# Siegfried (Führerhauptquartier)

Landkaart met de Führer hoofdkwartieren.

Führerhauptquartier Siegfried (ook bekend onder de codenaam "Hagen") was een bunker die tijdens de Tweede Wereldoorlog in Pullach bij München werd gebouwd als hoofdkwartier voor Adolf Hitler. Deze bestaat nog uit een Führerbunker.

## Bouw
Martin Borman liet in 1942/43 het hoofdkwartier bouwen nabij de Rijksnederzetting Rudolf Hess, een nederzetting die in de nazistische stijl rond 1936 gebouwd werd.

## Doel
Het complex werd oorspronkelijk gebouwd als Führerhauptquartier. Maar Hitler heeft hier nooit gebruik van gemaakt. Veldmaarschalk Erwin Rommel heeft hier wel in de zomer van 1943 de Duitse invasie van Italië voorbereid.

## Gebruik na de oorlog
Na het einde van de Tweede Wereldoorlog werd het gebied kort gebruikt door het Amerikaanse leger en later als de zetel van de Bundesnachrichtendienstes (Federale Intelligentie Dienst). Vanwege het gebruik van de geheime dienst was het gebied decennialang niet toegankelijk voor het publiek.